# Liga Federal

In rosso, la Liga de los Pueblos Libres nel 1815, parte delle province Unite del Río de la Plata

La Liga Federal (Lega federale), chiamata anche Unión de Los Pueblos Libres (Unione dei Popoli Liberi), fu una alleanza esistita tra il 1815 e il 1853 tra alcune province facenti parte delle Province Unite del Río de la Plata; inizialmente furono: Córdoba, Corrientes, Entre Ríos, Misiones, la Provincia Orientale (l'attuale Uruguay) e la provincia di Santa Fe.
Ogni provincia aveva il proprio governo ed erano molto importanti i caudillos. Erano unite dal comando di José Gervasio Artigas, dalle idee federaliste e dalla posizione comune contro il centralismo di Buenos Aires.

## Storia
La Liga Federal (Lega federale),  trova la sua origine nell'operato (per esempio con le "Istruzioni del tredicesimo anno" del 1813) di José Gervasio Artigas per stabilire un sistema di governo federale nelle Province Unite del Río de la Plata.
Contro la Liga Federal si opponeva il centralismo dei cosiddetti unitarios, installati principalmente della città di Buenos Aires (sebbene ci fossero unitari anche nelle altre città principali della zona, inclusa Montevideo).
Si tenga in considerazione, per dare una dimensione all'insieme, che in quel periodo (tra il 1814  e il 1820) il territorio del Río de la Plata (del quale l'Argentina rappresenta la continuità storica) era costituito da meno di quattordici province, essendo le quattro province dell'Alto Perù (nell'attuale Bolivia) occupate, e in dubbio controllo il resto, dal pericolo di recupero realista a nord e a est.
Il motto argentino: EN UNIÓN Y LIBERTAD (in unione e libertà), trova la sua corrispondenza con l'altro nome della lega federale: "Unión de los Pueblos Libres".
La prima tappa della Liga Federal si conclude nel 1820 con la sconfitta di Artigas da parte dei luso-brasiliani a Tacuarembó. Dopo questa catastrofe e a causa del vuoto di potere, entrerono rapidamente in conflitto le province che facevano parte della Lega.
Dopo l'esilio di José Gervasio Artigas in Paraguay, Francisco Ramírez, il governatore di Entre Ríos creò la "Repubblica di Entre Ríos" ed invase la provincia di Corrientes.
La Provincia Orientale (l'odierno Uruguay) fu invasa dai luso-brasiliani e poi dal Brasile, dando origine alla Guerra argentino-brasiliana. Il sistema di equilibri cambia, e dopo la guerra, con la secessione della Provincia Orientale nel 1828, è la Provincia di Buenos Aires che adotta un federalismo molto singolare ed egemonizza la Lega, tra il 1829 e il 1852  in contrapposizione alla cosiddetta "Liga Unitaria", formata dal 1830 dalle province argentine che facevano parte del Pacto Federal (Patto Federale): San Luis, La Rioja, Catamarca, Mendoza, San Juan, Tucumán, Córdoba, Salta e Santiago del Estero.
Sotto il controllo politico del governatore della Provincia di Buenos Aires, Juan Manuel de Rosas, la Liga Federal finì per prevalere sulla Lega Unitaria, formando di fatto la Confederazione Argentina.

## Bandiere

Prima versione della bandiera dei Popoli Liberi e bandiera di Corrientes nel 1815.
Bandiera della Provincia Orientale anche conosciuta con il nome di Bandiera di Artigas. È stata considerata anche la seconda bandiera dei Popoli Liberi.
Bandiera cordobese del 1815.
Bandiera di Misiones dal 1815 al 1827.
Bandiera della Provincia di Corrientes nel 1822.
Bandiera delle forze di resistenza orientali, i cosiddetti Trentatré Orientali, contro l'invasione brasiliana. Fu la bandiera della Provincia Orientale riunita alle province Unite del Río de la Plata dal 1825 al 1828.
Bandiera dello Stato Oriental (Uruguay) tra il 1828 e il 1830.
Ultima versione della bandiera di Buenos Aires verso il 1850, e, per estensione, della Confederazione Argentina.
Bandiera di Corrientes dopo 1823.
Seconda bandiera di Santa Fe (1825).